# Мельбурн (аэропорт)

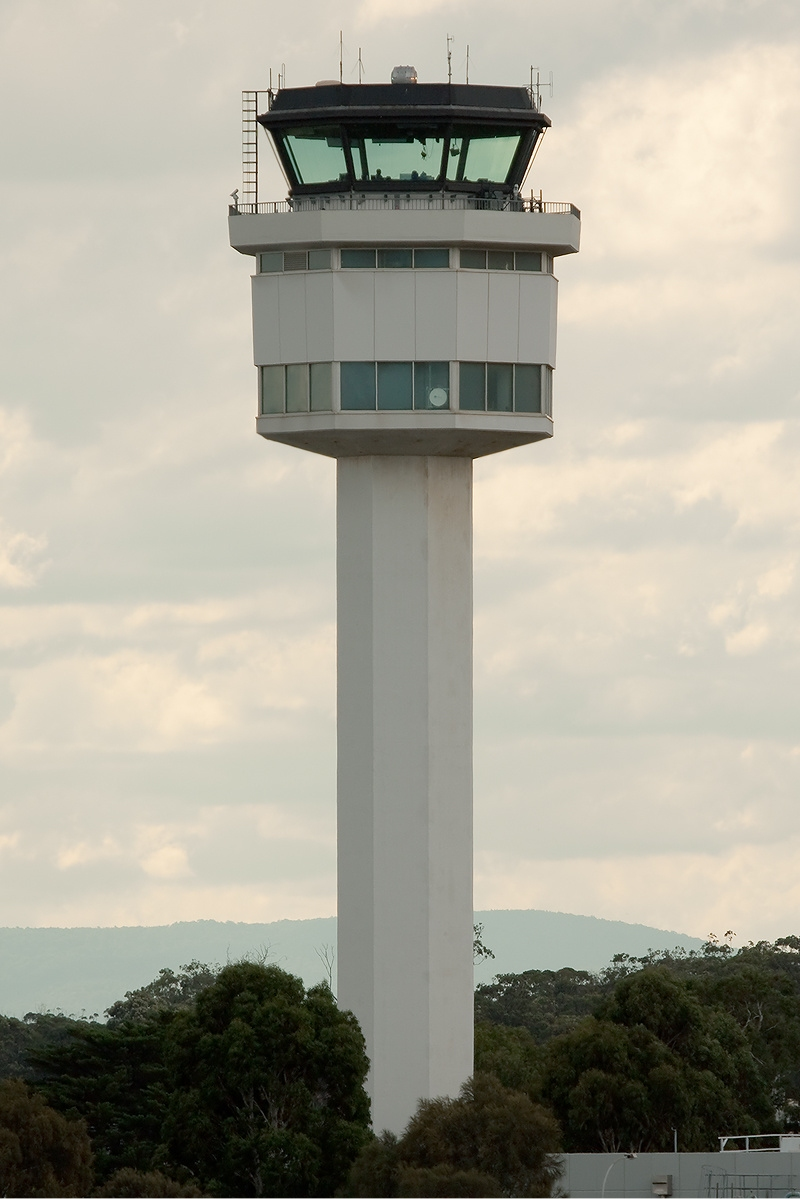
Контрольно-диспетчерский пункт аэропорта

Ме́льбурнский аэропо́рт (ИАТА: MEL, ИКАО: YMML), также известный как Аэропорт Тулламарин (или Тулла), — главный аэропорт Мельбурна и второй по пассажирообороту аэропорт Австралии. Расположен в 23 км от центра Мельбурна в пригороде Тулламарин. Был открыт в 1970 году, заменив аэропорт Эссендон. Мельбурнский аэропорт — единственный международный аэропорт, обслуживающий Мельбурнскую агломерацию.
Маршрут Мельбурн—Сидней является четвёртой в мире по загруженности пассажирской авиалинией и второй по загруженности в Азии. Из аэропорта существуют прямые рейсы во все штаты и территории Австралии, а также большое количество рейсов в аэропорты Океании, Азии, Африки, Европы и Северной Америки. Мельбурн является основным назначением для аэропортов пяти из семи австралийских столичных аэропортов. Мельбурнский аэропорт является хабом для Qantas и Virgin Blue, для Jetstar Airways и Tiger Airways Australia используют аэропорт в качестве основной базы. Аэропорт Мельбурна является самым загруженным аэропортом для экспортных грузов по состоянию на декабрь 2008 года и вторым по загруженности для импортных грузов. В Мельбурне находятся штаб-квартиры Australian air Express и Toll Priority, которые обслуживают больше грузов, чем другие авиакомпании Австралии.
В 2003 году Мельбурнский аэропорт получил премию IATA Eagle Award за обслуживание и две национальные премии за уровень обслуживания туристов. Skytrax квалифицировал аэропорт Мельбурна как четырёхзвёздочный. В аэропорту четыре терминала: один международный, два внутренних и один бюджетный внутренний терминал.

## История
В начале 1960-х инфраструктура мельбурнского аэропорта Эссендон стала недостаточной для возрастающих объёмов авиаперевозок. ВПП аэропорта Эссендон были слишком короткими для приёма новых реактивных самолётов, а терминалы не могли нормально обслужить всё возрастающий пассажирский трафик. Расширение Эссендона было невозможно в связи с тем, что вокруг него была плотная жилая застройка.
27 ноября 1962 года Премьер-министр Австралии Роберт Мензис объявил о пятилетнем плане строительства нового аэропорта в Мельбурне стоимостью 45 млн австралийских долларов для приёма реактивных самолётов. Был выбран участок в Тулламарин, чему способствовала его близость к Эссендону. В октябре 1964 года Ansett Australia стала совершать рейсы на Boeing 727, первом реактивном пассажирском самолёте на внутренних рейсах в Австралии, что усложнило работу аэропорту в Эссендоне и необходимость перевода аэропорта стала очевидна.
Согласно пятилетнему плану аэропорт стал способен к приёму реактивных самолётов в 1967 году, однако не пассажирских рейсов. Самолёт Air Force One с президентом США Линдоном Джонсоном на борту приземлился в аэропорту 22 декабря 1967 года. Премьер-министр Австралии Джон Гортон на торжественной церемонии официально открыл аэропорт для международных рейсов 1 июля 1970 года. Внутренние рейсы были переведены в Эссендон 26 июня 1971 года, а первый Boeing 747 аэропорт принял в этом же году позднее. В первый год работы аэропорт Мельбурна принял шесть международных авиакомпаний, было перевезено 155 275 международных пассажиров.
В 1988 Парламент Австралии создал Федеральную Корпорацию Аэропортов (FAC) и передал Мельбурнский аэропорт в операционное управление FAC вместе с 21 другими аэропортами страны. Внутренние терминалы были существенно модернизированы в 1990 году, модернизация международных терминалов началась в 1991. В апреле 1994 года австралийский парламент объявил, что все аэропорты, управляемые FAC, будут приватизированы в несколько этапов. Паркинги модернизировались с 1995 по август 1997 года.
Аэропорт Мельбурна был приватизирован 2 июля 1997 года, когда он передан в аренду новосозданной Australia Pacific Airports Corporation Limited. В июле 1997 был запущен веб-сайт аэропорта, который предоставляет информацию о рейсах в режиме реального времени. После приватизации начались усовершенствования инфраструктуры, включая продление ВПП, паркингов и терминалов.
Первоначально аэропорт Мельбурна носил название «аэропорт Тулламарин» по названию пригорода, в котором находился (название дано в честь вождя местного племени вурунджери). Позднее к названию аэропорта добавилось слово «международный». После приватизации название аэропорта изменилось на «аэропорт Мельбурна», аналогично многим другим австралийским аэропортам. До сих пор местные жители пользуются названием «Тулламарин» или просто «Тулла», чтобы отличать его от других мельбурнских аэропортов: Авалона, Эссендона и Мураббина.

### Премии и награды
Мельбурнский аэропорт неоднократно удостаивался наград и премий. IATA называла аэропорт Мельбурна в числе пяти лучших в мире в 1997 и 1998 годах, а в 2003 году аэропорт получил Eagle Award. Ассоциация аэропортов Австралии называла его аэропортом года в 1999, а Business Traveller Magazine и Airports Council International называли аэропорт Мельбурна в десятке лучших с 1996 по 2000 год и среди пятёрки лучших аэропортов с пассажирооборотом 15-25 млн пассажиров. Skytrax удостоил аэропорт рейтингом 4 звезды.
Аэропорт получал и другие награды. В частности он удостаивался национальной туристической премии, а Singapore Airlines награждали аэропорт премиями Service Partner Award и Premier Business Partner Award в 2002 и 2004 годах соответственно.

## Работа аэропорта

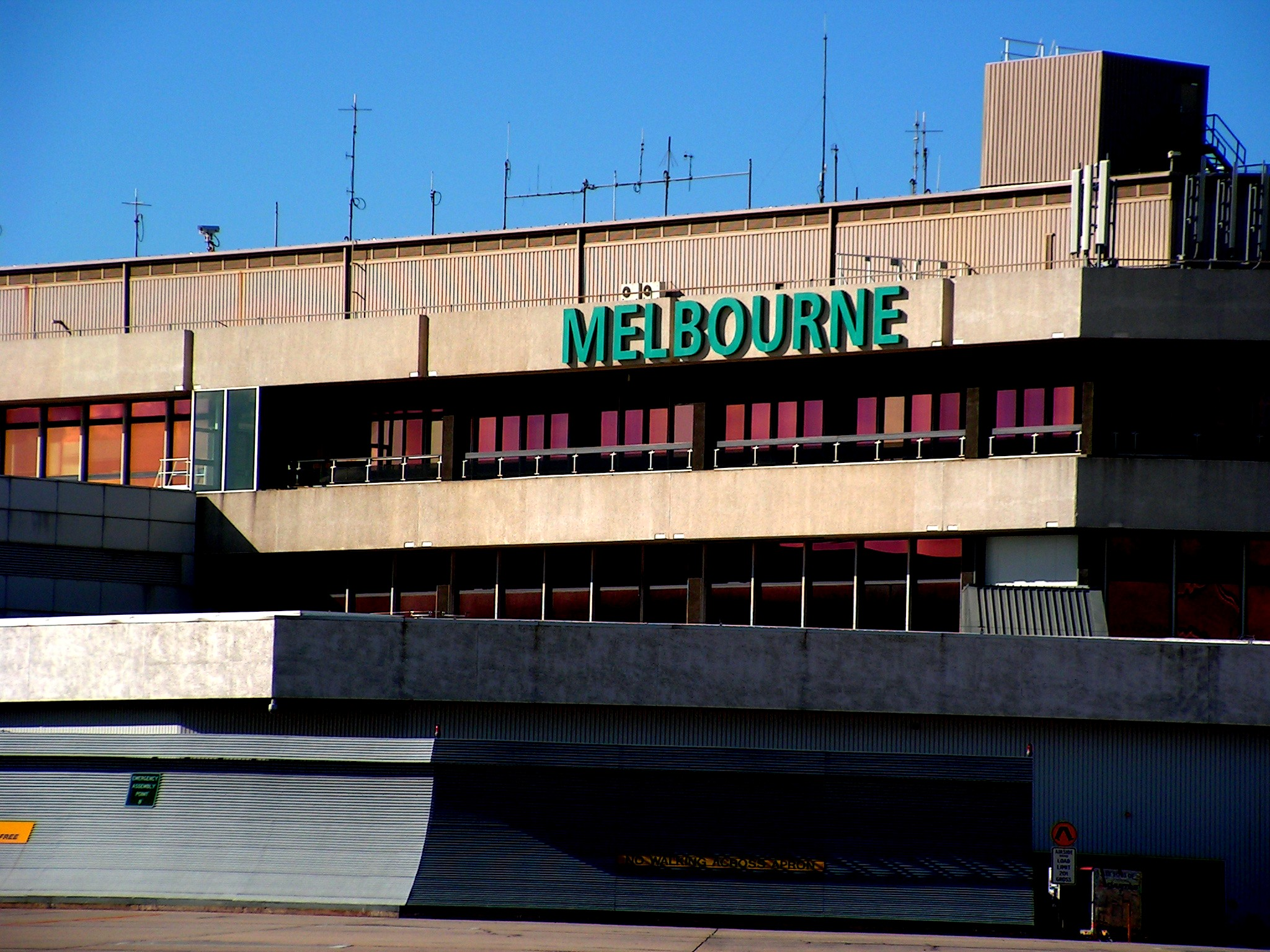
Терминал T2

Аэропорт Мельбурна — второй по загруженности аэропорт Австралии после Сиднея. Аэропорт работает 24 часа в сутки, грузовые рейсы совершаются чаще, чем пассажирские. В 2004 году прошла аккредитация по экологическому менеджменту по ISO 14001, аэропорт Мельбурна стал первым аэропортом Австралии, прошедшим такую аккредитацию.

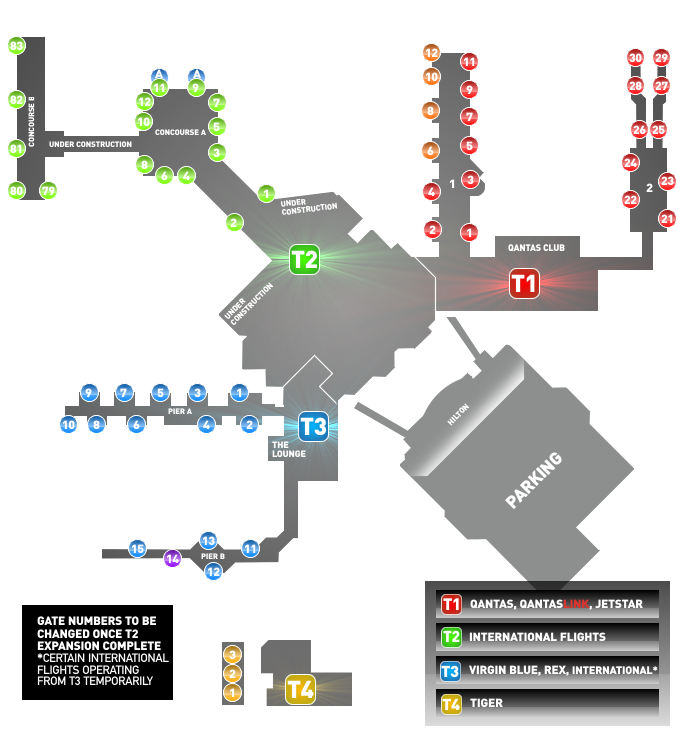
Схема расположения терминала аэропорта Мельбурна

### Маршрутная сеть
С 2005 по 2007 года аэропорт Мельбурна оказался перед лицом необходимости увеличить пропускную способность на международных рейсах на 500 000 пассажиров в год. British Airways прекратили сообщение с Мельбурном, однако Qantas в марте 2006 года возобновила их. Последний европейский авиаперевозчик, Austrian Airlines, прекратил выполнять рейсы в Мельбурн в 2007 году.
В 2008/09 финансовом году в результате реконструкции пропускная способность международной части аэропорта увеличилась на 725 000 пассажиров в год. Korean Air начала выполнять рейсы в Сеул 22 сентября 2007 года, это первое прямое воздушное сообщение с Южной Кореей. Norfolk Air стала совершать еженедельный рейс на остров Норфолк. Cathay Pacific увеличила частоту рейсов в Гонконг до трёх в день в октябре 2007 года,, а Thai — до двух в день с 30 марта 2008. Qantas в 2008 году начала совершать рейсы в Шанхай, Air China стала совершать прямые рейсы в Шанхай и Пекин (ранее они шли через Сидней), а China Southern Airlines добавила рейс в Гуанчжоу. Tiger Airways Australia начала свои рейсы в 2007 году, создав хаб в Терминале 4 аэропорта Мельбурна.
Air New Zealand открыла рейс в Сан-Франциско через Окленд 30 марта 2008 года. Jetstar открыла рейс в Сингапур через Дарвин 17 апреля 2008, цены на которой значительно ниже, чем на традиционные прямые рейсы. Air Vanuatu начала прямые рейсы в Порт-Вила 5 июня 2007 года, Norfolk Air увеличила частоту рейсов до двух в неделю 1 сентября 2008 года. Malaysia Airlines и Garuda Indonesia увеличили частоты своих рейсов в 2008 году.
Pacific Blue начала совершать ежедневные рейсы в Окленд 22 сентября 2008 на Boeing 737-800, а Air New Zealand также увеличила провозные можности. Qantas увеличила провозные мощности на рейсе в Лос-Анджелес, заменив на прямом рейсе 747-400ER на A380-800 с 20 октября 2008 года и заменив A330-200 на 747—400 на рейсе с одной остановкой. Бюджетная авиакомпания AirAsia X начала безостановочные рейсы в Куала-Лумпур с 12 ноября 2008 года, создав конкуренцию Malaysia Airlines по цене. Emirates Airline открыла рейс 3 раза в неделю с 3 февраля 2009 года на Airbus A340-500. Etihad Airways открыла ежедневный рейс в Абу-Даби с 29 марта 2009 на A340-600, усилив конкуренцию на рейсах на Средний Восток.

### Airbus A380

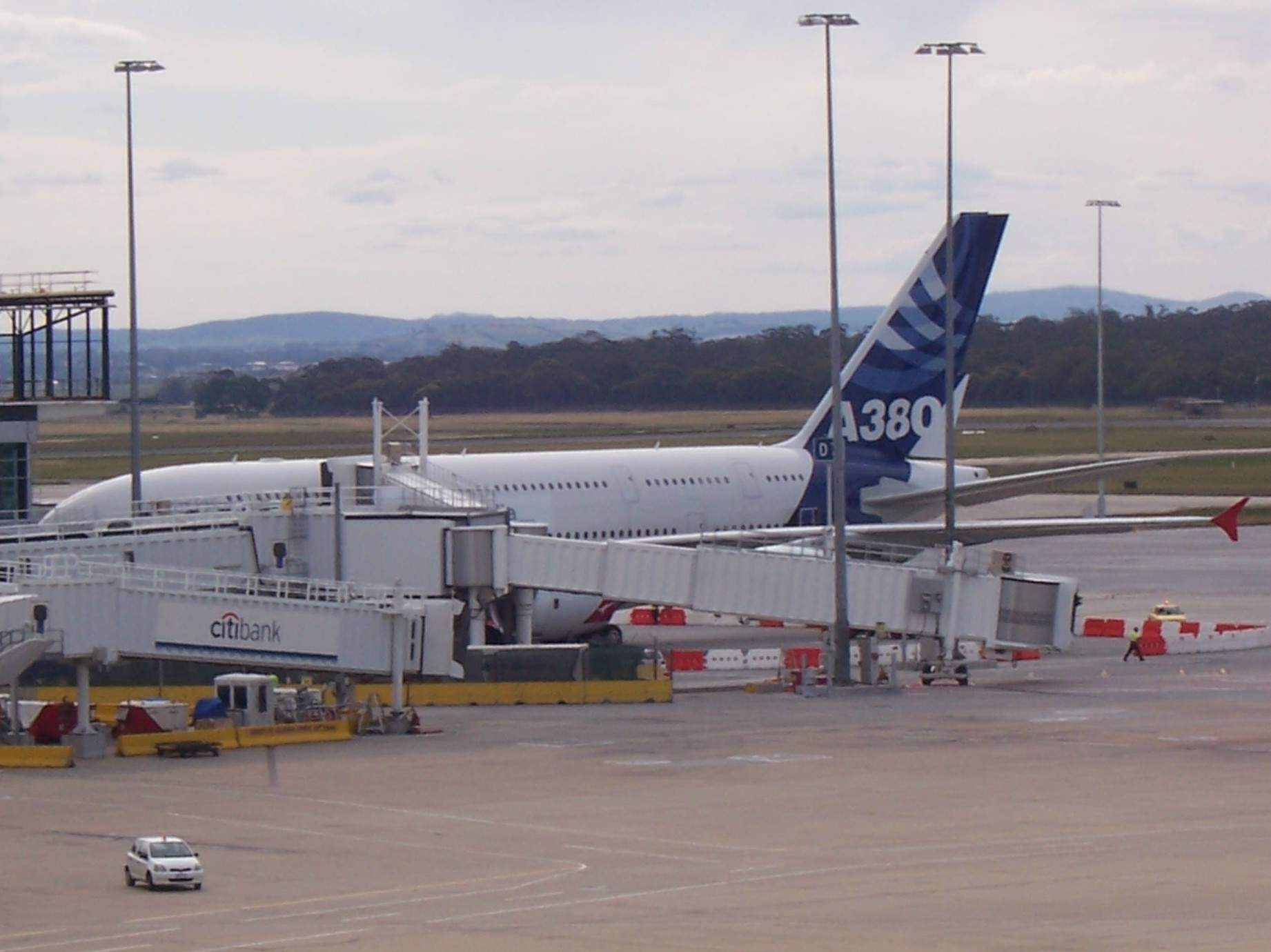
Первый визит A380 в аэропорт Мельбурна в рамках программы тестовых полётов

Для возможности приёма двухпалубного самолёта Airbus A380 в аэропорту была проведена реконструкция. A380 был заказан рядом авиакомпаний, выполняющих рейсы из аэропорта Мельбурна, в том числе Malaysia Airlines, Qantas, Qatar Airways, Thai, China Southern Airlines, Singapore Airlines, Etihad Airways и Emirates. Реконструкция включала в себя строительство двойных телетрапов (гейты 9 и 11), которые позволяют одновременно осуществлять посадку на обе палубы, достроены северо-южная ВПП, удалённые стоянки и рулёжные дорожки на 15 м, увеличено здание международного терминала на 20 м с новыми залами, построены дополнительные багажные карусели в зале прибытия. В результате Мельбурнский аэропорт первым в Австралии был подготовлен к приёму A380. A380 совершил первый тестовый рейс в аэропорт 14 ноября 2005 года. 15 мая 2008 года A380, принадлежавший Singapore Airlines, впервые приземлился в аэропорту с пассажирами так как аэропорт Сиднея был закрыт из-за тумана.
20 октября 2008 года Qantas стала первой авиакомпанией, выполняющей регулярные рейсы на A380 из аэропорта, этим первым рейсом стал рейс в Международный аэропорт Лос-Анджелес дважды в неделю. Это был первый рейс A380 Qantas. Emirates планируют с 2009 года использовать A380 на рейсах в Дубай. Singapore Airlines начали выполнять рейсы на A380 в аэропорт Чанги в 2008, однако этот рейс планируется прекратить в начале 2010 года.

### Аэропорт Авалон
После основания в 2004 году авиакомпании Jetstar она начала выполнять рейсы в Аделаиду, Брисбен, Перт и Сидней из аэропорта Авалон недалеко от Мельбурна. Таким образом Мельбурн стал первым городом в Австралии, в котором функционирует два аэропорта, обслуживающих регулярные коммерческие рейсы. Для того, чтобы конкурировать с Авалоном в аэропорту Мельбурна был сооружён Бюджетный терминал и снижен сбор за посадку самолёта, который в свою очередь стал самым низким в Австралии и одним из самых низких среди международных аэропортов мира. После этого Jetstar перевёл свои рейсы в Перт и Аделаиду в Мельбурнский аэропорт.

### ВПП

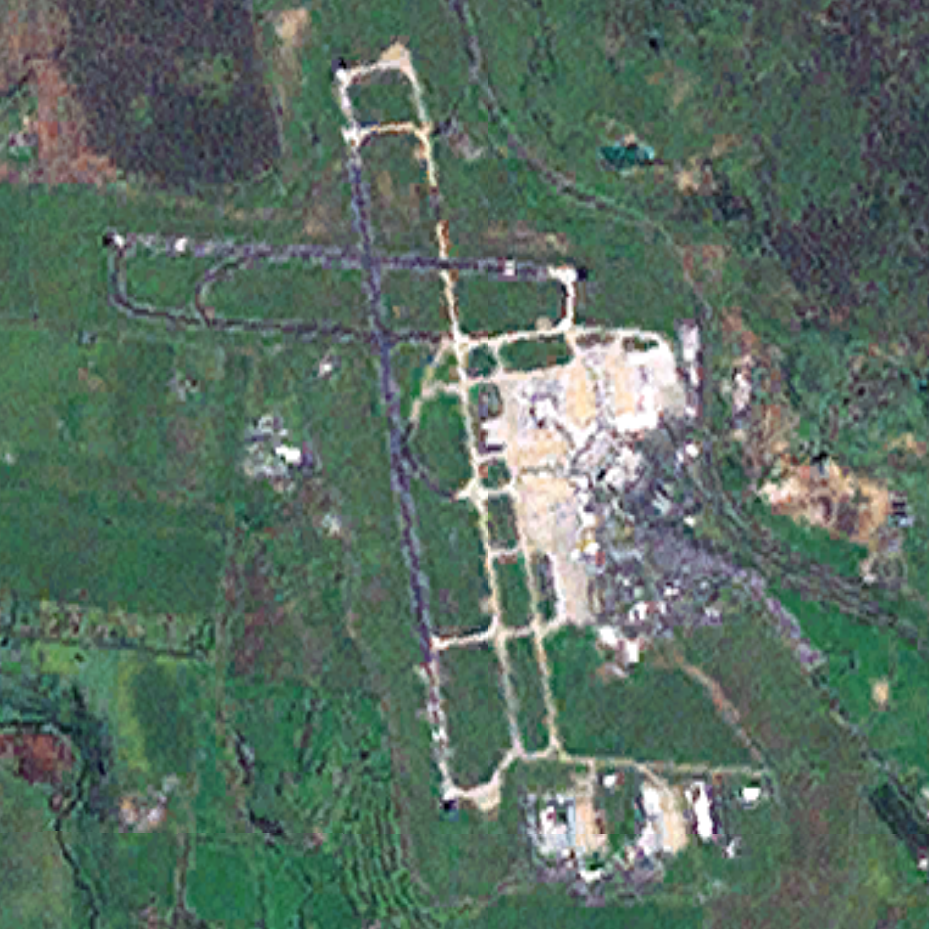
Вид с высоты птичьего полёта на ВПП, рулёжную дорожку и терминал

В аэропорту Мельбурна две пересекающиеся ВПП: северо-южная длиной 3657 м и западно-восточная длиной 2286 м. В связи с ростом перевозок планировалось увеличение обеих ВПП, в том числе на 843 м северо-южной до 4500 м, и на 1214 м западно-восточной до 3500 м. Было также запланировано строительство двух новых полос параллельно существующим, по 3000 м каждая. К 2017 году ожидается увеличение взлётов-посадок до 248 000 в год, что сделает необходимость в третьей полосе особо острой.
5 июня 2008 было объявлено, что в аэропорту будет установлена курсо-глиссадная система по категории III, что позволит принимать самолёты в условиях плохой видимости. Эта система станет лучшей в Австралии.

### Мельбурнский центр
Кроме локального контрольно-диспетчерского пункта в аэропорту находится Мельбурнский центр управления воздушным движением, авиадиспетчерская служба которой контролирует самый загруженный в Австралии участок воздушного движения, Мельбурнский FIR. Мельбурнский FIR мониторит воздушное пространство австралийских штатов Виктория, Тасмания, юг Нового Южного Уэльса, большую часть Южной Австралии, южную половину Западной Австралии, а также частей Индийского и Тихого океанов. В общей сложности центр контролирует 6 % мирового воздушного пространства. В аэропорту Мельбурна также контролируют подходы к аэропорту Канберры.

## Трафик и статистика
Мельбурнский аэропорт в 2020/21 финансовом году перевёз 6,1 млн пассажиров, в том числе 216,3 тыс. международных. В аэропорту было произведено 76 488 взлётов-посадок, большая часть из них — местные рейсы.
| Год       | Пассажиров | Взлётов-посадок |
| --------- | ---------- | --------------- |
| 1985/1986 | 6 475 983  | 86 391          |
| 1990/1991 | 8 346 325  | 102 204         |
| 1995/1996 | 12 971 819 | 132 411         |
| 2000/2001 | 16 881 010 | 174 663         |
| 2005/2006 | 21 040 864 | 175 435         |
| 2010/2011 | 27 962 834 | 206 798         |
| 2015/2016 | 33 904 760 | 234 774         |
| 2020/2021 | 6 105 964  | 76 488          |

Данные из запроса в Викиданные.

## Транспорт

### Автомобиль

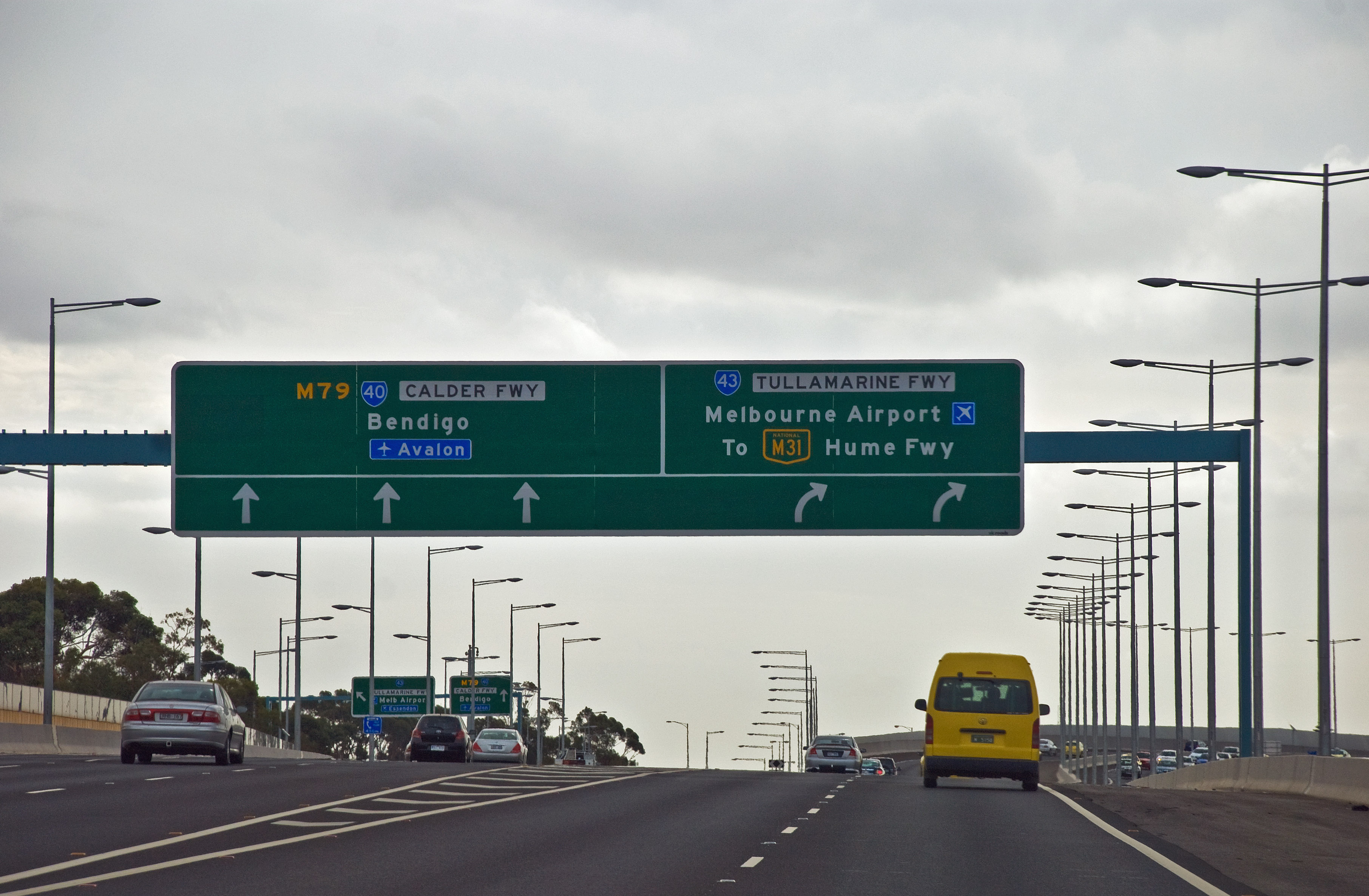
Шоссе Тулламарин, поворот на шоссе Кальдер

Мельбурнский аэропорт находится в 23 км от центра города, их связывают CityLink и шоссе Тулламарин. Одно шоссе подходит непосредственно к началу аэропорта, второе — для грузового транспорта, такси и автотранспорта персонала. В аэропорту Мельбурна пять паркингов, все они работают круглосуточно семь дней в неделю. Кратковременный, многоэтажный долговременный, бизнес- и экспресс-паркинги крытые, долговременный паркинг — нет. Главный многоэтажный паркинг, построенный в конце 1990-х годов, находится непосредственно перед терминалом, он заменил обычную наземную парковку. Паркинги продолжают модернизироваться и расширяться.

### Общественный транспорт
Основным общественным транспортом в аэропорту Мельбурна является маршрутный автобус Скайбас, на котором за около 20 минут можно попасть на станцию Южный Крест в центральном деловом районе Мельбурна. От станции Южный Крест, отходят местные поезда V/Line и Connex Melbourne и Yarra Trams, а также поезда в другие районы Австралии. Существует три местных автобусных рейса из аэропорта: 478 в Муни Пондс Юнкшн, 479 из Муни Пондс св Санбури через аэропорт и 500 между железнодорожной станцией Броадмидоус и Университетом Виктории в Санбури.
Автобусы девяти других автобусных компаний осуществляют рейсы в Балларат, Бендиго, Данденонг, Франкстон, полуостров Монингтон, Джилонг, пригороды Мельбурна, Шеппартон и Риверина. Эти автобусные рейсы управляются Airport Direct.

#### Железнодорожный транспорт
Планы строительства железнодорожной ветки к аэропорту обсуждались с 1960-х годов, однако никаких практических действий предпринято не было.
В 2001 году администрация штата Виктория предложила построить ветку железной дороги в рамках программы строительства железных дорог в штате. Было рассмотрено два варианта: первый — ответвление Крайгебёрн пригородной линии к востоку, второй — линия Альбион-Якана, идущей на юг. Второй вариант на сегодняшний день представляется предпочтительным. Рыночные исследования показали, что большая часть пассажиров предпочитает уезжать из аэропорта на такси или своем автомобиле, при этом плохие технические возможности ставят проект под угрозу. В связи с этим проект был отсрочен до 2012 года.

## Терминалы

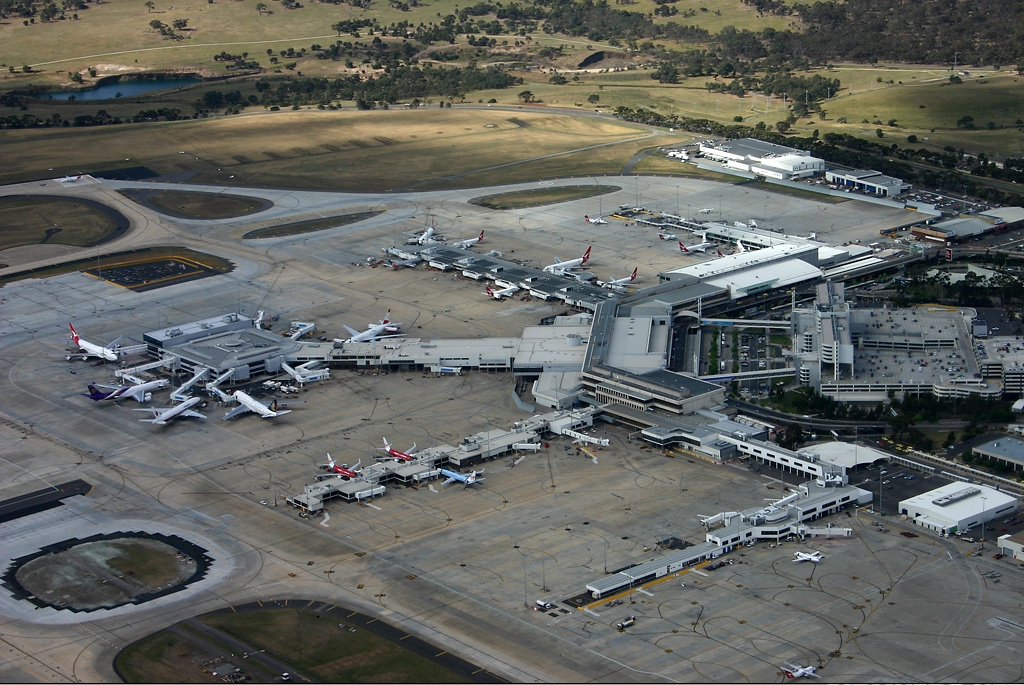

В Мельбурнском аэропорту 56 гейтов: 40 для внутренних рейсов и 16 для международных. В аэропорту шесть специальных стоянок для грузовых самолётов на Южном грузовом перроне. Современная система нумерации терминалов была введена в июле 2005 года; ранее они были известны как Qantas внутренний, Международный и Южный (бывший Ansett внутренний).

### Терминал 1

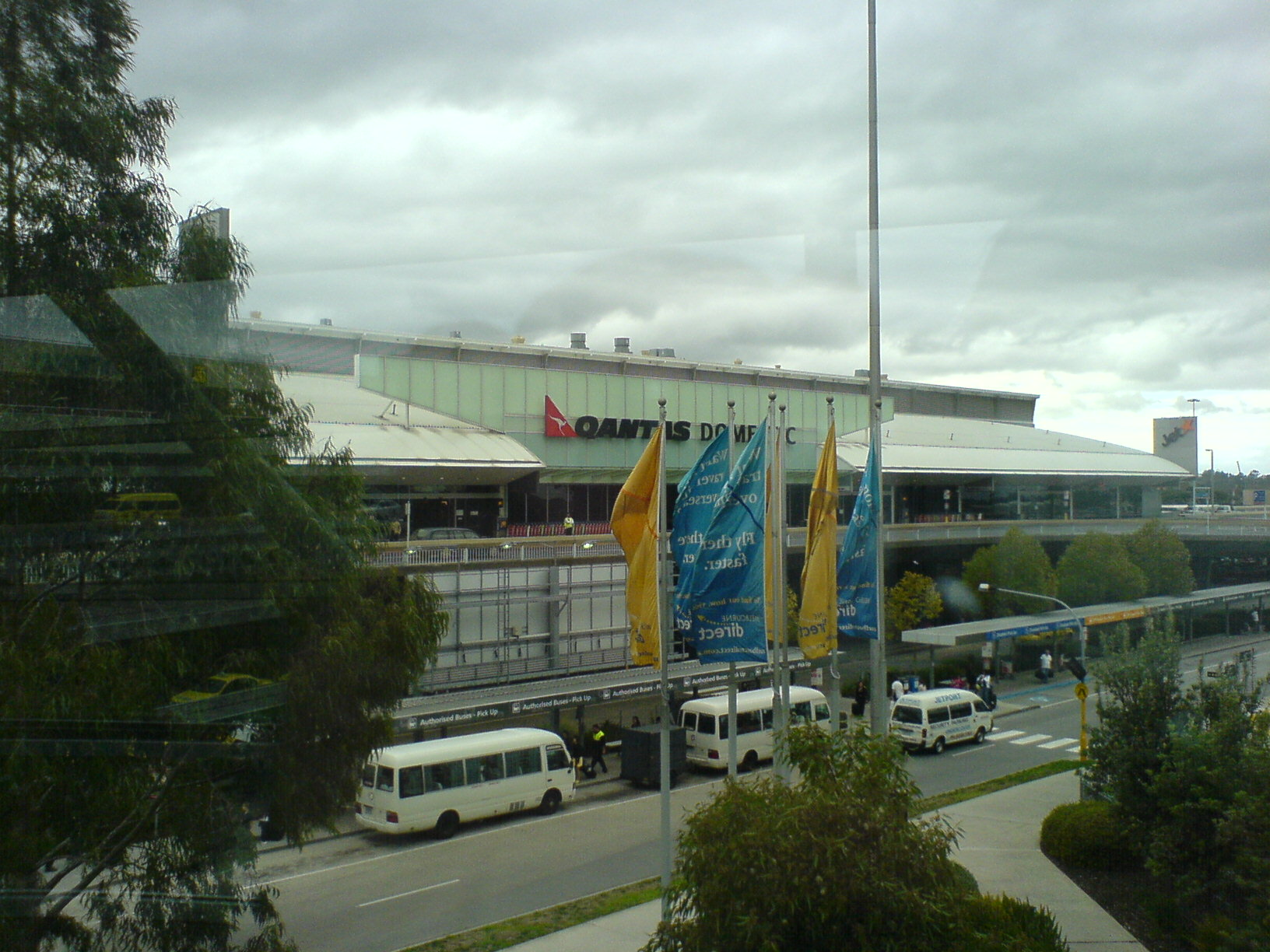
Логотип Qantas на Терминале 1

Терминал 1 принимает внутренние рейсы авиакомпаний Qantas Group (Qantas, Jetstar и QantasLink) и расположен в северной части здания. Зал вылета расположен на втором этаже, зал прибытия — на первом. В терминале 15 стоянок для самолётов с телетрапами; 11 — с одинарными телетрапами и 4 — с двойными.
В конце 1999 года расширенный терминал Qantas был открыт, к нему был добавлен второй пирс, подведено новое шоссе, а также расширен сам терминал. Бюджет реконструкции составил $50 млн, реконструкция шла два года. Около выхода в Терминал 2 расположены магазины и рестораны. В терминале также расположен зал Qantas Club.

### Терминал 2

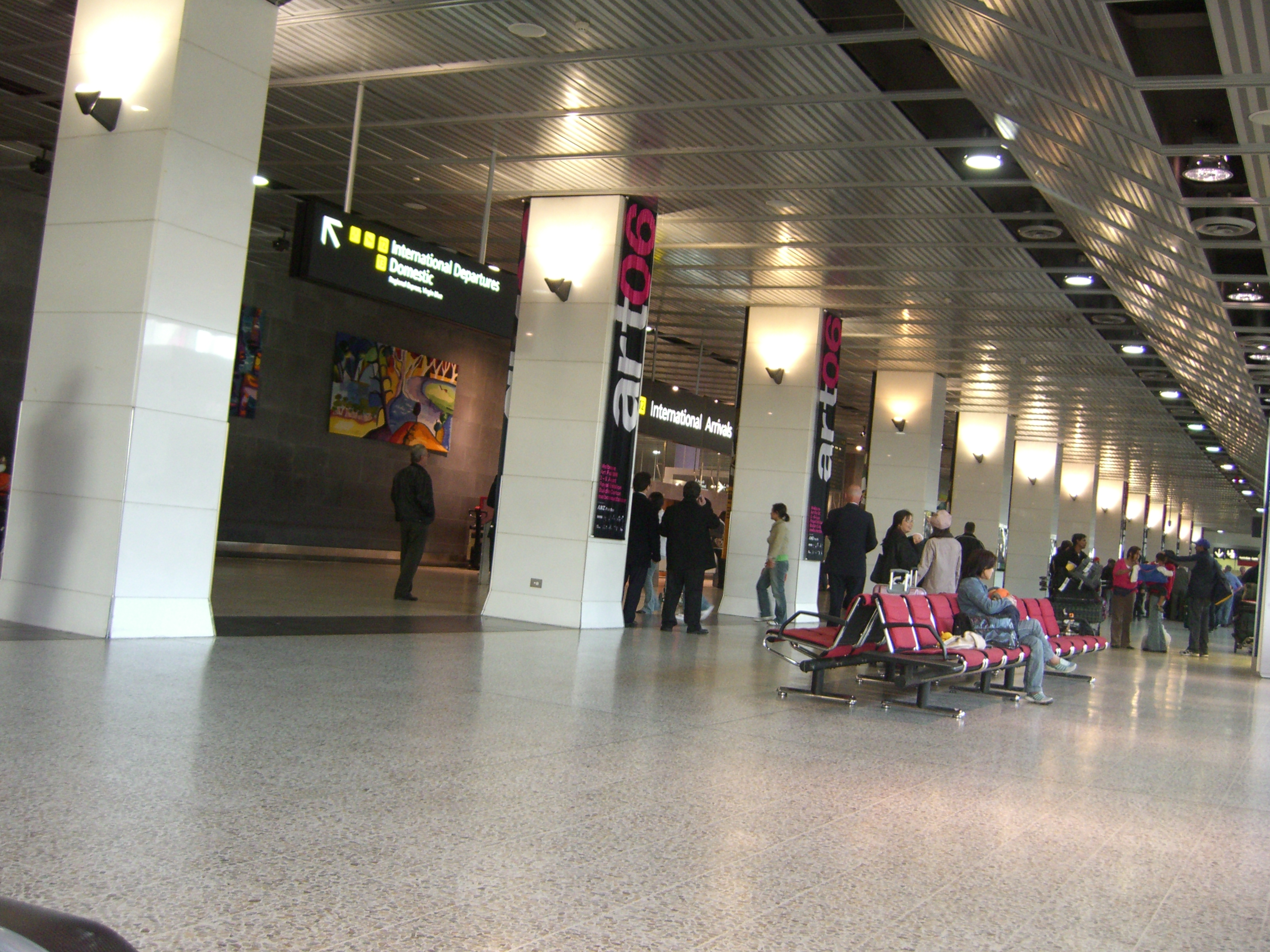
Зал международных прилётов в Терминале 2

Терминал 2 обслуживает все международные рейсы из Мельбурнского аэропорта кроме рейса Jetstar в Сингапур, рейс которого идёт через аэропорт Дарвина. В терминале 16 гейтов, при этом гейты 12-16 не оборудованы телетрапами. В трёх гейтах установлены двойные телетрапы, остальные восемь — одинарные. Cathay Pacific, Malaysia Airlines, Qantas, Singapore Airlines, Air New Zealand/United Airlines и Emirates Airline имеют свои залы в терминале.
Программа модернизации Терминала 2 стоимостью $330 млн была анонсирована в 2007 году. Целью этого проекта является открытие новых залов и расширение торговой зоны, новый терминал-сателлит, повышение пропускной способности багажного отдела, перестройка зон таможенного контроля и безопасности. В новом терминале-сателлите будут большие окна с видом на северо-южную ВПП. Также новый зал будет иметь выходы к трём двойным телетрапам, которые рассчитаны на обслуживание одного A380 или двух меньших самолётов. Будет увеличено багажное отделение, будут установлены две новые багажные карусели для A380. Работы, которые начались в ноябре 2007 года, планируется завершить в 2012.
Несмотря на то, что терминал-сателлит будет находиться отдельно от Терминала 2, он будет соединён с ним надземным переходом. Зал вылета расположен на первом этаже, зал вылета — на втором.

### Терминал 3

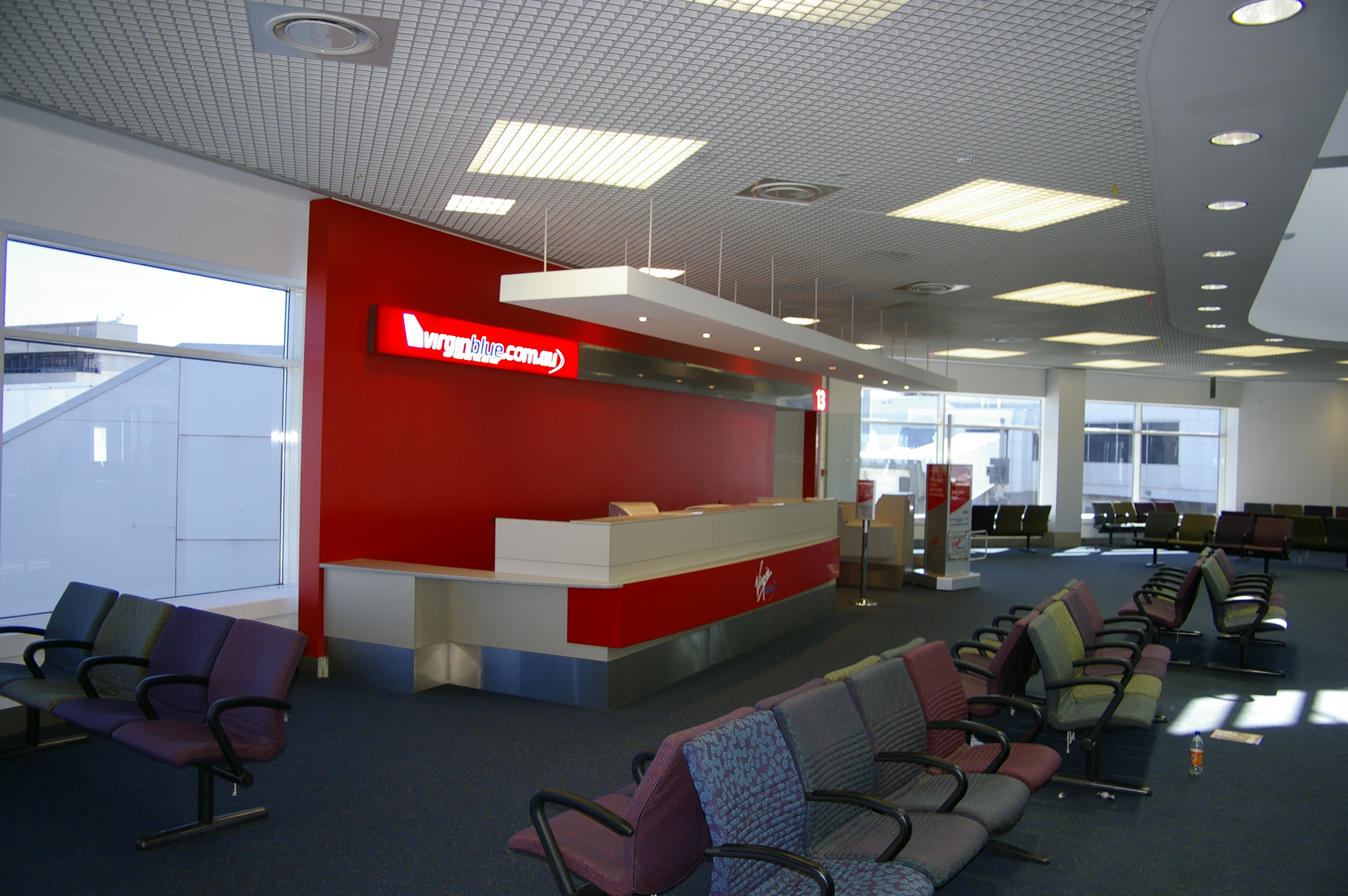
Гейт 13 Терминала 3 используется Virgin Blue

Терминал 3 является базой Virgin Blue и Regional Express. В настоящее время в терминале 11 стоянок для самолётов с телетрапами.
Реконструкция терминала проходила с 2000 по 2002 год; появился дополнительный пирс к югу, который рассчитан на обслуживание региональных самолётов. Терминал полностью использовался Ansett Australia до её банкротства в 2001 году; после этого сюда перевела свои рейсы Virgin Blue, терминал сменил название на Внутренний Экспресс (сегодня Терминал 4),. Regional Express также выполняет рейсы из Терминала 3.

### Терминал 4

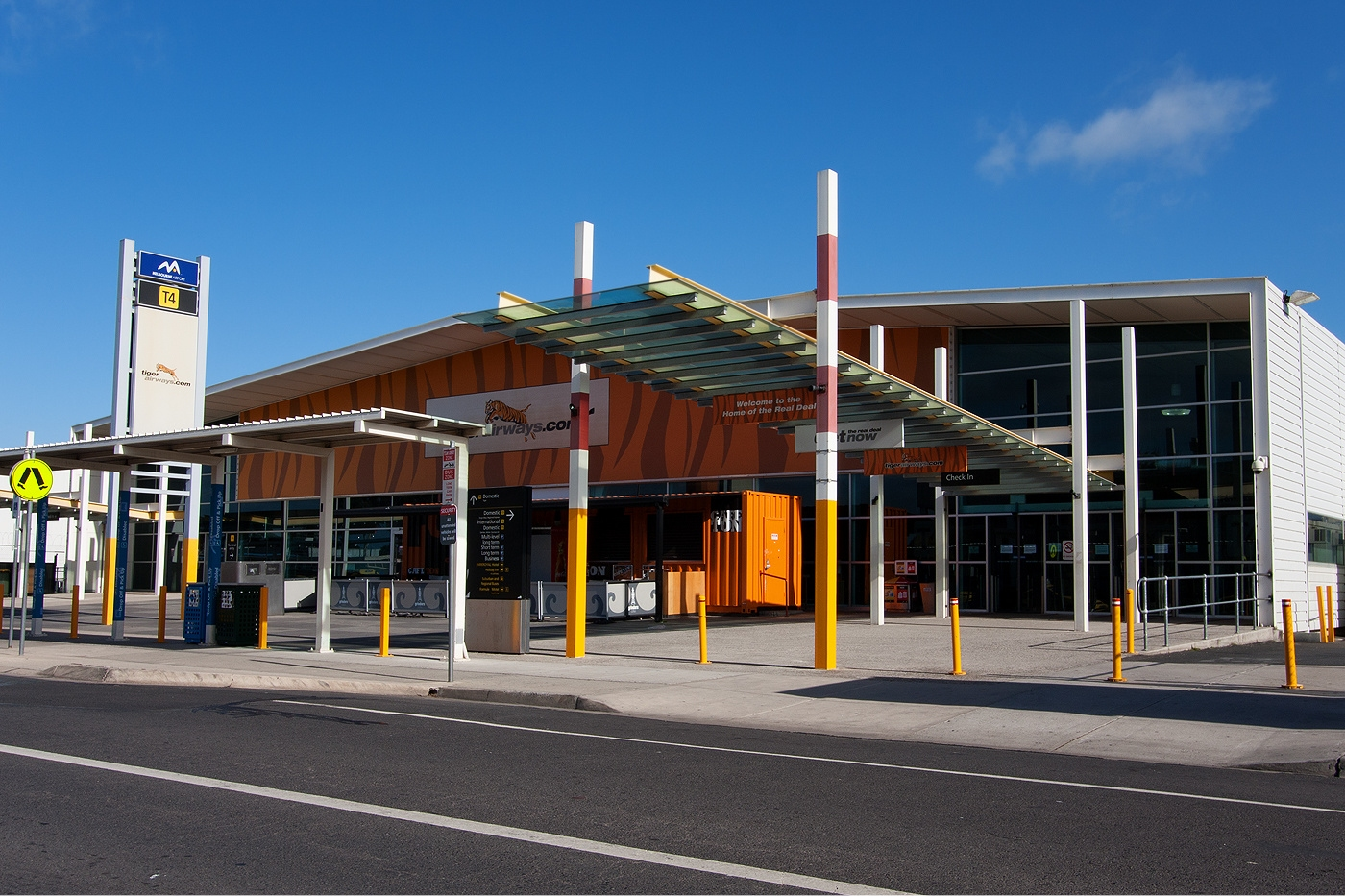
Терминал 4

Терминал 4 (первоначальное название — Внутренний Экспресс или Южный Терминал) обслуживает бюджетные авиакомпании и является первым терминалом такого рода в крупном аэропорту Австралии. Первоначально использовался авиакомпаниями Virgin Blue и Impulse Airlines, позднее стал использоваться и Regional Express. Virgin Blue и Regional Express перевели свои рейсы в Терминал 3 после банкротства Ansett. В июне 2007 года начался ремонт стоимостью $5 млн., в результате чего терминал будет работать по той же модели, как аналогичные терминалы аэропортов Сингапура и Куала-Лумпура. Низкие цены за посадку и обслуживание приводят к отказу от обычного уровня обслуживания, использования телетрапов, меньшему числу торговых точек по сравнению с другими терминалами. Тем не менее, в отличие от Куала-Лумпура и Сингапура Терминал 4 находится непосредственно вблизи от главных терминалов. Терминал был перестроен Tiger Airways Australia, которая его использует в качестве главного хаба с ноября 2007 года.

### Южный грузовой перрон
На Южном грузовом перроне расположено пять специализированных стоянок для грузовых самолётов, которые могут обслужить 21 полную загрузку или разгрузку самолёта в неделю. В августе 1997 года пятая стоянка и перрон были расширены.

### Другая инфраструктура

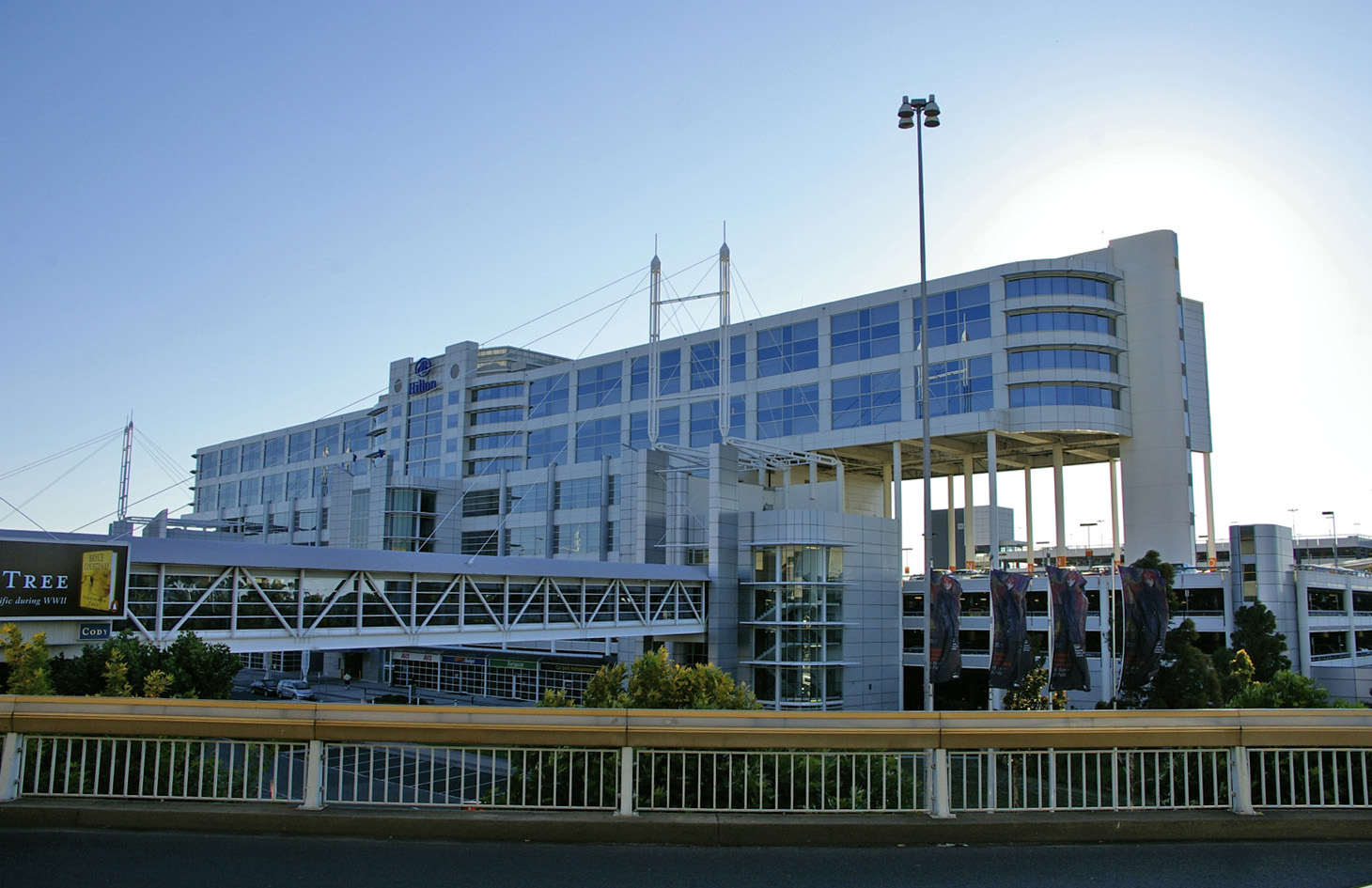
Отель Hilton

В Мельбурнском аэропорту три гостиницы. Хилтон расположен в 100 м от Терминала 2 над многоуровневым паркингом. Работы по строительству 6-этажной гостиницы на 280 номеров начались в январе 1999 года, а завершились в середине 2000. Holiday Inn расположен в 400 м от терминала. Мотель Formule 1 расположен в 600 м от терминалов. Заправочная станция BP, дилер Mercedes-Benz и McDonald's расположены на главном шоссе. Гольф-клуб Мельбурнского аэропорта расположен рядом с северо-южной ВПП .

## Авиакомпании и направления

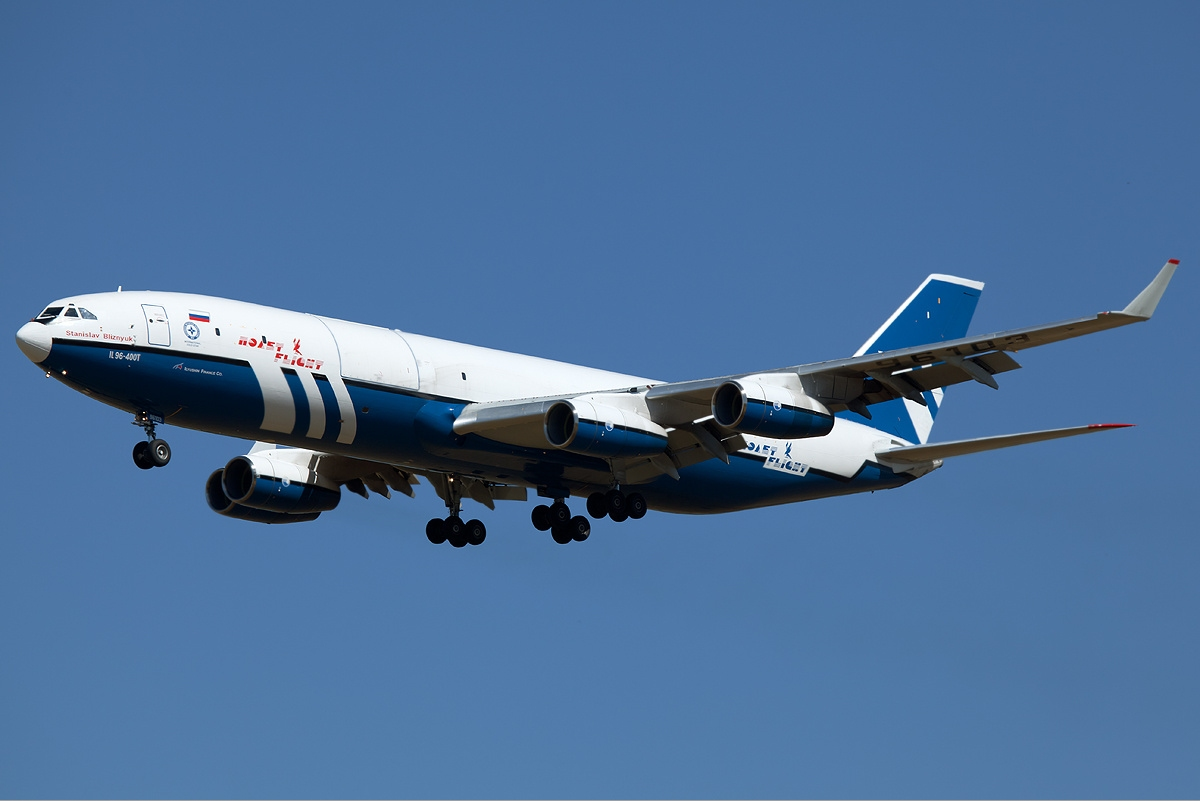
Полет Ил-96-400Т посадку в аэропорту Мельбурна (2010).

Список авиакомпаний, совершающих рейсы из аэропорта Мельбурна на самолётах собственного флота. Другие авиакомпании работают по кодшеринговым соглашениям.
| Авиакомпании                                                    | Назначения | Терминал              | Фото |
| --------------------------------------------------------------- | --- | --------------------- | ---- |
| Air China                                                       | Пекин-Столичный, Шанхай-Пудун | 2                     |      |
| Air Mauritius                                                   | Маврикий | 2                     |      |
| Air New Zealand                                                 | Окленд, Кристчёрч, Дунедин [сезонный], Квинстаун, Раротонга, Веллингтон | 2                     |      |
| Air New Zealand Cargo оператор Atlas Air                        | Окленд, Чикаго-О’Хара, Франкфурт, Шанхай-Пудун [до 28 марта] | Южный грузовой перрон |      |
| Air Pacific                                                     | Нади | 2                     |      |
| Air Vanuatu                                                     | Порт-Вила | 2                     |      |
| AirAsia X                                                       | Куала Лумпур-Сепанг | 2                     |      |
| Australian air Express                                          | Аделаида, Брисбен, Кэрнс, Канберра, Хобарт, Лонсестон, Перт, Сидней, Таунсвилл | Южный грузовой перрон |      |
| Cargolux                                                        | Окленд, Лос-Анджелес, Люксембург, Сингапур | Южный грузовой перрон |      |
| Cathay Pacific                                                  | Гонконг | 2                     |      |
| Cathay Pacific Cargo                                            | Гонконг, Сидней | Южный грузовой перрон |      |
| China Eastern Airlines                                          | Шанхай-Пудун | 2                     |      |
| China Southern Airlines                                         | Гуанчжоу | 2                     |      |
| Emirates Airline                                                | Окленд, Дубай, Сингапур | 2                     |      |
| Etihad Airways                                                  | Абу-Даби [с 29 марта] | 2                     |      |
| Garuda Indonesia                                                | Денпасар/Бали | 2                     |      |
| Korean Air                                                      | Сеул-Инчхон | 2                     |      |
| Malaysia Airlines                                               | Куала-Лумпур-Сепанг | 2                     |      |
| MASkargo                                                        | Куала-Лумпур-Сепанг, Сидней | Южный грузовой перрон |      |
| Norfolk Air оператор Our Airline                                | Норфолк [с 21 мая] | 2                     |      |
| Norfolk Air оператор OzJet                                      | Норфолк [до 21 мая] | 2                     |      |
| Philippine Airlines                                             | Манила | 2                     |      |
| Qantas (Международные) - Jetstar Airways (Международные)        | Окленд, Гонконг, Лондон-Хитроу, Лос-Анджелес, Квинстаун [сезонный], Шанхай-Пудун [до 28 марта], Сингапур, Веллингтон - Бангкок-Суварнабхуми, Кристчёрч, Денпасар/Бали, Гонолулу, Сидней                                                                                         | 2                     |      |
| Qantas (Внутренний) - QantasLink - Jetstar Airways (Внутренний) | Аделаида, Алис-Спрингс , Брисбен, Брум [сезонный], Кэрнс, Канберра, Хобарт, Перт, Сидней - Канберра, Девонпорт, Лонсестон, Милдьюра - Аделаида, Баллина/Байрон, Кэрнс, Дарвин, Голд-Кост, остров Гамильтон, Хобарт, Лонсестон, Ньюкасл, Перт, Сингапур, Саншайн-Кост, Таунсвилл | 1                     |      |
| Qantas Freight оператор Atlas Air                               | Окленд, Чикаго-О,Хара, Нью-Йорк-JFK, Сингапур | Южный грузовой перрон |      |
| Qatar Airways                                                   | Доха [с октября] | 2                     |      |
| Regional Express                                                | Олбури, Бёрни, Кинг-Айленд, Меримбула, Милдура, Монт-Гамбье, Вагга-Вагга | 3                     |      |
| Singapore Airlines                                              | Сингапур | 2                     |      |
| Singapore Airlines Cargo                                        | Аделаида, Окленд, Сингапур | Южный грузовой перрон |      |
| Thai Airways International                                      | Бангкок-Суварнабхуми | 2                     |      |
| Tiger Airways Australia                                         | Аделаида, Алис-Спрингс, Канберра, Голд-Кост, Хобарт, Лонсестон, Маккай, Перт, Рокгемптон, Саншайн-Кост | 4                     |      |
| Toll Priority - Toll Priority оператор Jetcraft Aviation        | Брисбен, Перт, Сидней - Аделаида, Брисбен, Сидней | Южный грузовой перрон |      |

назначения международный

| United Airlines                                                 | Лос-Анджелес | 2                     |      |
| Vietnam Airlines                                                | Ханой, Хо Ши Мин | 2                     |      |
| Virgin Blue - Pacific Blue Airlines - V Australia               | - Окленд, Кристчарч - Лос-Анджелес [с 15 сентября] | 2                     |      |
| Virgin Blue                                                     | Аделаида, Брисбен, Кэрнс, Канберра, Коффс-Харбор, Дарвин [со 28 апреля], Голд-Кост, Хобарт, Милдьюра, Ньюкасл, Лонсестон, Перт, Саншайн-Кост, Сидней | 3                     |      |

## Инциденты и авиакатастрофы
- 29 мая 2003 года самолёт рейса 1737 авиакомпании Qantas, следовавший в Лаунцестон, был захвачен террористом сразу после взлёта. Террорист Дэвид Робинсон потребовал, чтобы самолёт изменил курс на Национальный парк «Стены Иерусалима» в центральной Тасмании. Стюардессы и пассажиры обезвредили захватчика, самолёт вернулся в Мельбурн.[102][103]

- 21 февраля 2005 года по причине неизвестной болезни был закрыт Южный терминал. Инцидент произошёл в 7:10, когда женщина упала в обморок в здании терминала. Терминал был закрыт в 10:10, так как несколько человек проявили симптомы и были госпитализированы. За помощью обратились 57 человек, 47 из них было госпитализировано. В 18:00 терминал был снова открыт. Причины заболевания остались неизвестными.[104][105]

## Комментарии
1. Аэропорт Мельбурна является главным назначением из аэропортов Перта, Аделаиды, Хобарта, Канберры и Сиднея. Для аэропортов Брисбена и Дарвина Мельбурн является вторым во загруженности назначением.

## Внешние ссылки
- Официальный сайт
- Информация о рейсах. Архивировано из оригинала 29 июня 2009 года.
- Сайт скайбас
- Информация об аэропорте YMML с сайта World Aero Data.